# Rhinocéros dans la culture
 (avril 2011).
Si vous disposez d'ouvrages ou d'articles de référence ou si vous connaissez des sites web de qualité traitant du thème abordé ici, merci de compléter l'article en donnant les références utiles à sa vérifiabilité et en les liant à la section « Notes et références ».
Le rhinocéros, dont le nom en latin, rhinoceros, est déjà fixé à l'époque romaine et signifie littéralement corne sur le nez, est un animal qui a toujours impressionné l'homme par son aspect terrifiant et massif. Représenté dès les temps préhistoriques, il a, au cours des siècles, été souvent l'objet d'estampes, de tableaux ou de sculptures. Ce thème apparaît également dans la littérature ou le cinéma.

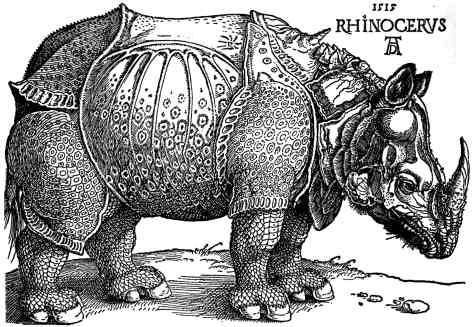
Le rhinocérus d'Albrecht Dürer.

## Le rhinocéros dans l'art préhistoriqueeuropéen

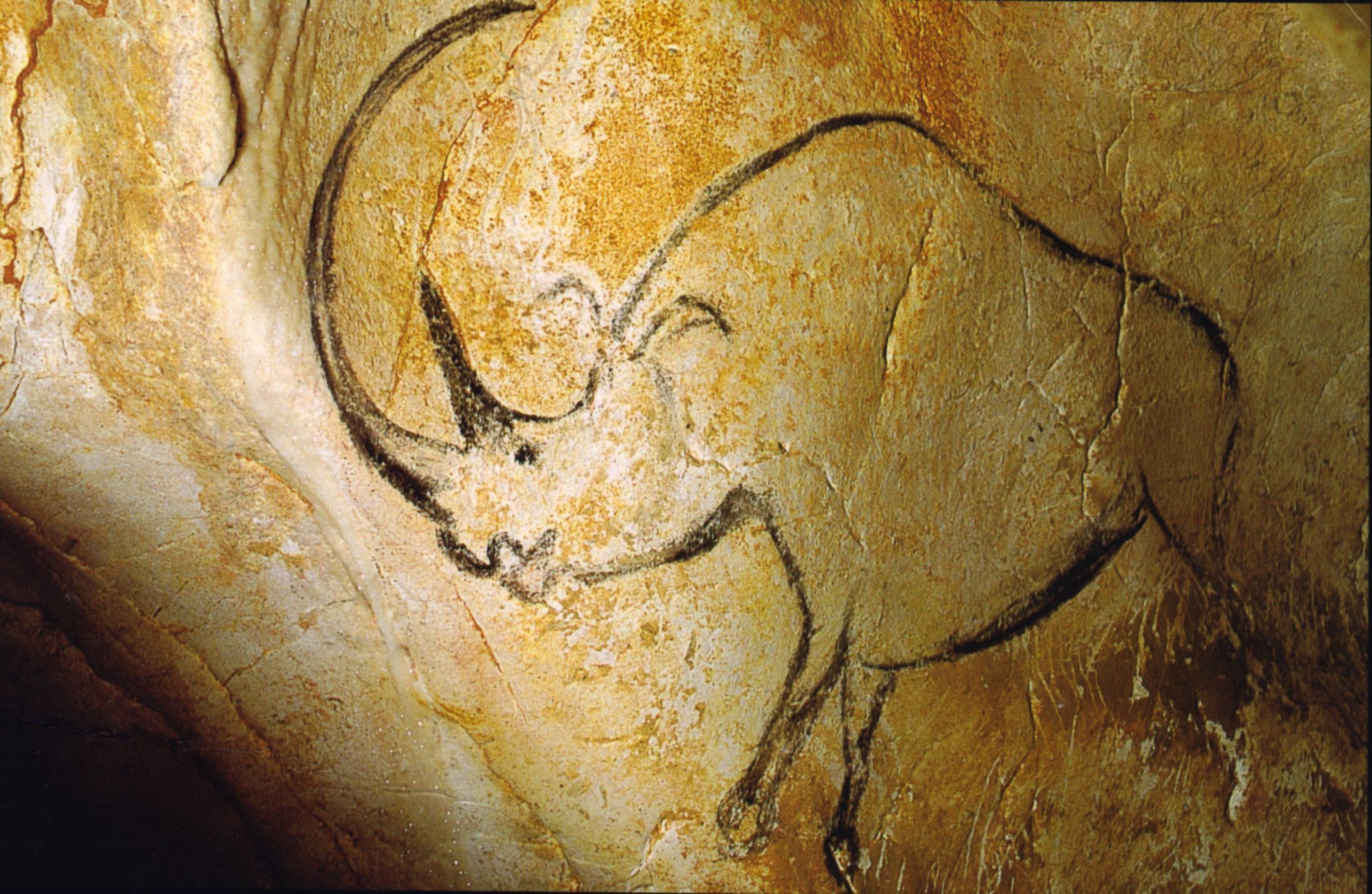
Rhinocéros à grande corne, grotte Chauvet, Ardèche, France

Bien qu'il ne soit pas aussi souvent représenté que d'autres espèces animales, le rhinocéros est figuré dans de nombreuses grottes ornées dont les grottes de Combarelles, Chauvet, Margot, de Cussac et d'Arcy-sur-Cure. Des rhinocéros laineux sont attestés à Lascaux et à Rouffignac.
Les figurations aurignaciennes (- 32 000 à - 29 000 ans) de la grotte Chauvet comprennent une représentation de deux rhinocéros s'affrontant et d'une tête de rhinocéros à deux cornes. Les techniques utilisées sont parfois plus qu'une simple esquisse au charbon. En particulier, les artistes ont utilisé une technique de préparation par raclage de la paroi pour faire ressortir l'animal, représenté avec un trait noir sur fond blanc.

## Le rhinocéros dans l'Antiquité
Les archéologues ont mis au jour dans la vallée de l'Indus, sur le site de Mohenjo-daro, des tombes attribuées à la période -2400 -1800. Ils y ont trouvé des cachets rectangulaires en stéatite blanche portant de courtes inscriptions et des représentations animales dont celles de rhinocéros indiens.
Le rhinocéros a été assez peu représenté par les artistes dans l'Antiquité. En Égypte, on peut toutefois citer une représentation de Thoutmôsis III (environ -1450) chassant le rhinocéros. Il y a également un rhinocéros à deux cornes sur la Mosaïque Barberini de Préneste (Palestrina), qui reproduit un original égyptien du IIe s. av. J.-C., et un rhinocéros (indien ?) assez maladroitement représenté sur un fresque d'un tombeau de Marisa, dans le Negev (Israël), également au IIe s. av. J.-C. En Chine, des vases en bronze (zun) en forme de rhinocéros ont été découverts, datant des dynasties Shang (XIe s. av. J.-C.) et des Han occidentaux (206 av. J.-C. - 9 ap. J.-C.).

Représentations antiques de rhinocéros
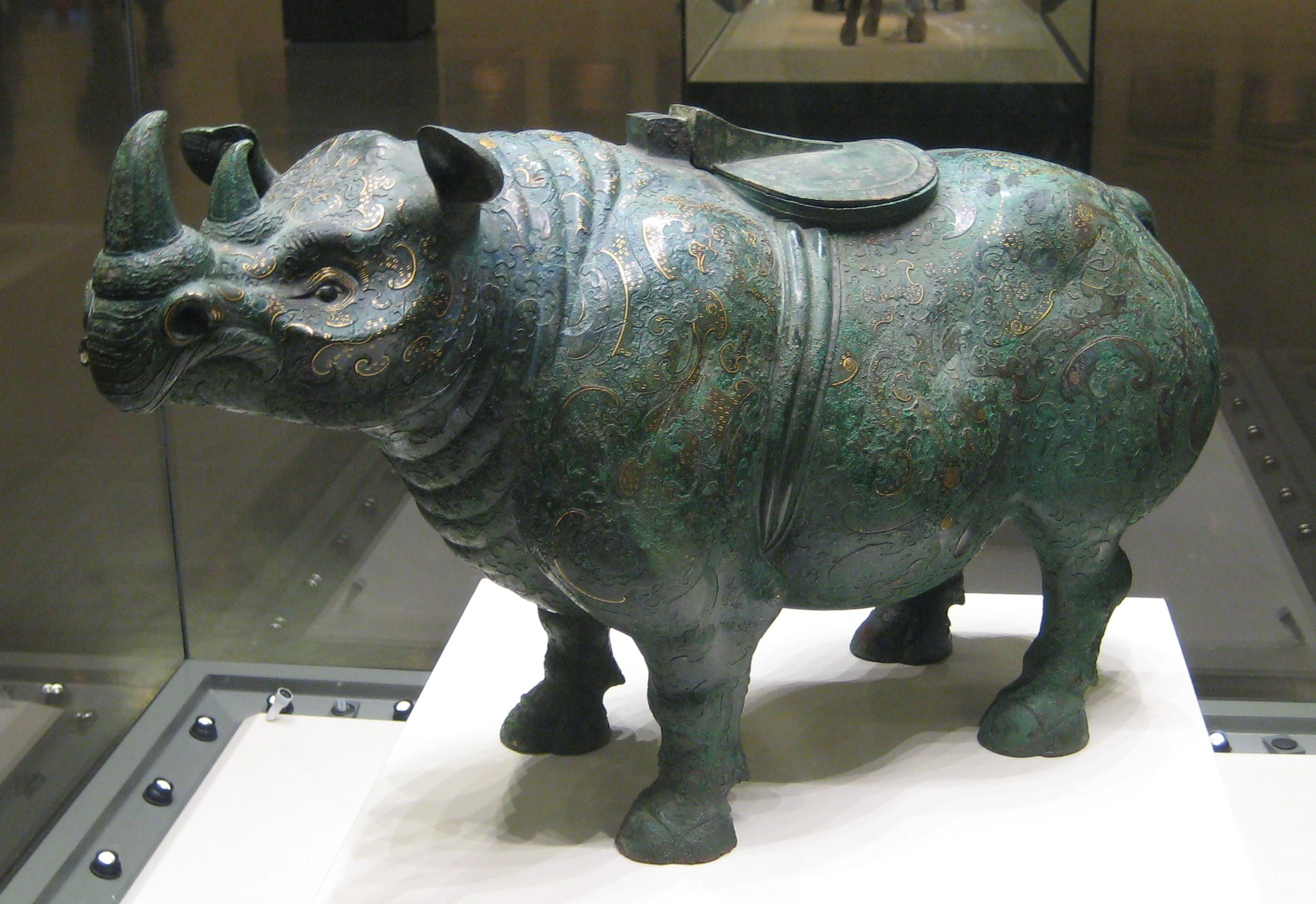
Un zun en forme de rhinocéros datant de la dynastie des Han occidentaux, découvert dans le Shaanxi, Chine.
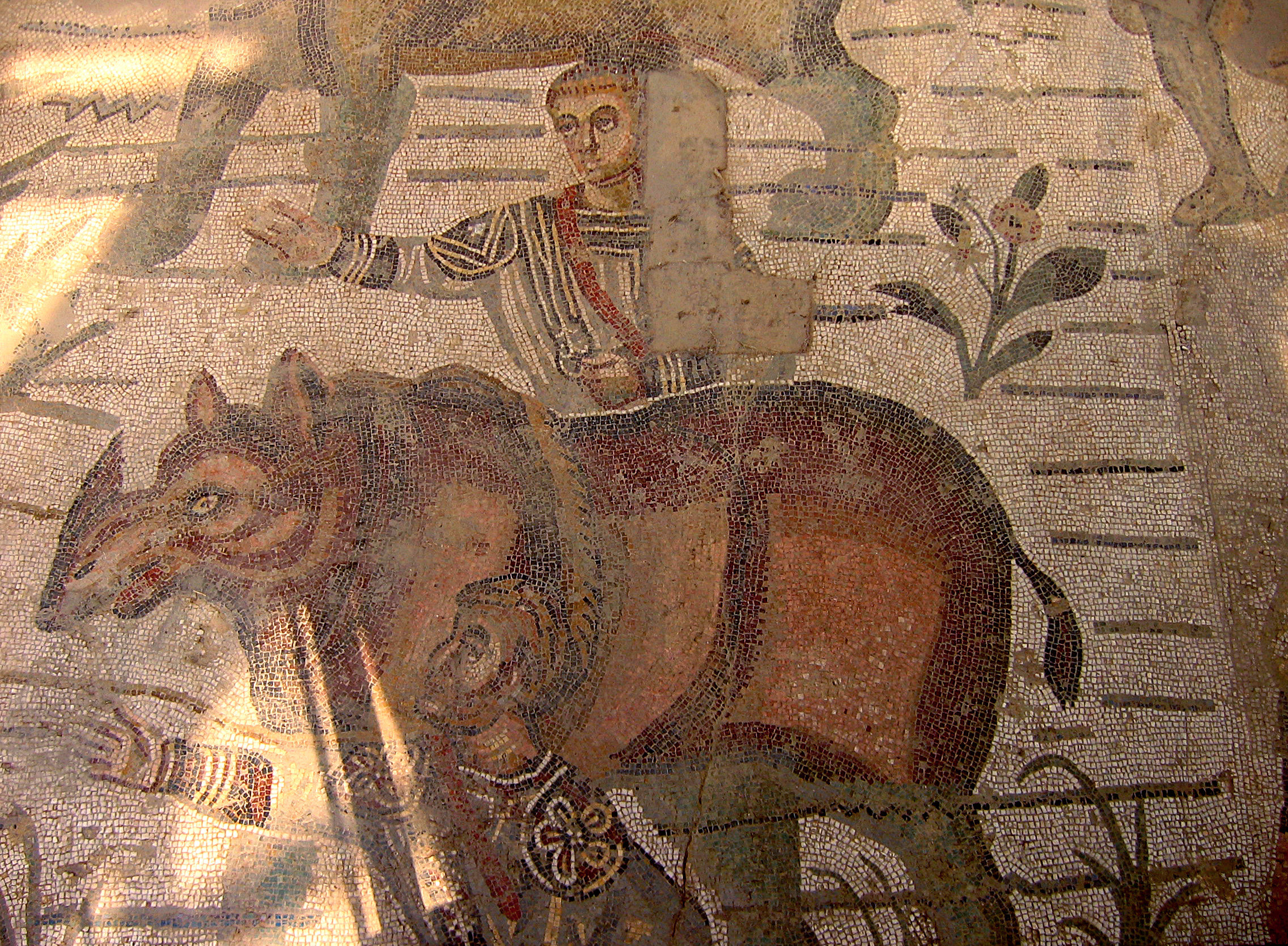
Rhinocéros, mosaïque de la Grande Chasse de la villa romaine du Casale, Sicile, Italie.
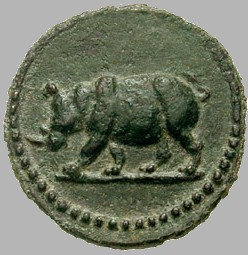
Quadrans de l'empereur Domitien.

Le rhinocéros est connu des Romains, et a été exhibé lors de jeux sous Domitien et représenté sur des monnaies. 
Aux trois premiers siècles, les bronziers gallo-romains ont fabriqué de petites statuettes de rhinocéros en bronze. L'une est au Musée d'archéologie nationale (Saint-Germain-en-Laye) ; une autre, représentant un rhinocéros "noir" africain d'une manière très réaliste, a été retrouvée dans l'épave de Port-Vendres III et est datée de la fin du IIe siècle.
Certaines mosaïques romaines du IIe au IVe siècle représentent des rhinocéros. Il y en a un, peu réaliste, sur une mosaïque de Pérouse (IIe s.) représentant Orphée charmant les animaux, un autre sur une mosaïque de Lydda (Lod, Israël) du IVe siècle, où il fait face à un éléphant dans un paysage africain. La plus belle (et énigmatique) est un détail de la mosaïque de la Grande Chasse (it) dans la villa romaine du Casale à Piazza Armerina, également du IVe siècle, où un groupe de soldats romains capture au lasso un rhinocéros indien dans un marécage.

## Le rhinocéros et laRenaissance
Il faut attendre 1515 et la gravure de Dürer pour que l'image du rhinocéros fasse un retour en force dans l'iconographie. Le Rhinocerus de Dürer était peu réaliste, avec son armure et sa petite corne de licorne sur l'épaule. Pourtant c'est cette image, répandue dans toute l'Europe, qui sera fidèlement reproduite par presque tous les peintres, illustrateurs, sculpteurs, graveurs, jusqu'au milieu du XVIIIe siècle et la tournée de Clara.
Au XVIe siècle le Rhinocerus de Dürer figure ainsi sur les armes d'Alexandre de Médicis, duc de Florence, sa tête sculptée en marbre orne la Fontana Pretoria de Palerme en Sicile, sa reproduction plus ou moins fidèle illustre les livres d'Ambroise Paré, la Cosmographie de Sebastian Münster, le livre sur les animaux de Conrad Gessner, et un grand nombre d'autres ouvrages. La France n'est pas en reste : dans le programme monumental réalisé à Paris pour l'entrée d'Henri II, le 16 juin 1549, figurait une statue du Rhinocerus de Dürer écrasant un lion, un ours et d'autres animaux sauvages, et surmonté d'un obélisque portant une allégorie de la France victorieuse.

## Le rhinocérosbaroque

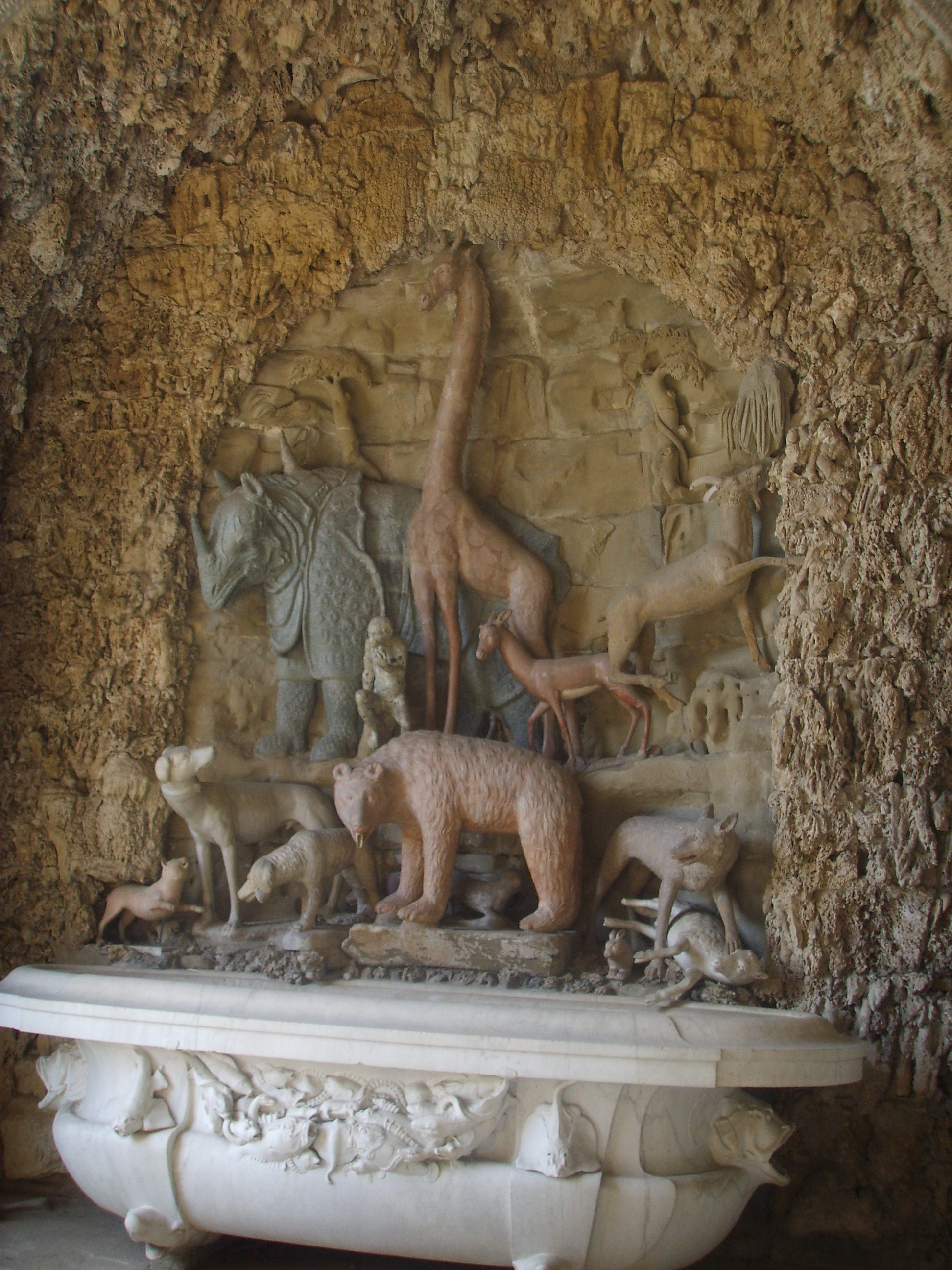
Florence, Villa Medicea di Castello : sculpture de Jean Bologne

Cet animal semi-mythique continue au XVIIe et au XVIIIe siècle d'apparaître assez fréquemment dans les arts décoratifs (tapisseries, fresques, décor de céramique, illustrations de livres) sans toutefois inspirer de réalisations aussi monumentales que celles du XVIe siècle. Signalons toutefois un bas-relief de bronze par Jean Bologne sur une porte de la cathédrale de Pise (Italie).
Au milieu du XVIIIe siècle, le rhinocéros en armure est un thème conventionnel clairement lié à celui du décor exotique et de la chinoiserie. En témoignent la tapisserie du « Cheval rayé » de la Suite des Indes, ou encore ces statuettes qui font partie des chefs-d'œuvre de la porcelaine de Saxe. 
Avec la tournée de Clara, les choses changent. L'image du rhinocéros indien a supplanté celle du monstre cuirassé de Dürer. Le Hollandais Vandelaar réalise deux gravures quasi surréalistes avant la lettre (où Clara, alors encore toute jeune, broute dans un décor de ruines accompagnée d'un squelette humain); l'Allemand Johann Elias Ridinger réalise d'après nature dessins et gravures plus conventionnels. À la demande de Louis XV, Clara pose pour le peintre animalier Jean-Baptiste Oudry, dont le tableau monumental fut exposé au Salon de 1751, tandis qu'à Venise Pietro Longhi réalise deux versions de la Mostra del Rinoceronte, d'un réalisme outrancier.

## Statues monumentales (XIXeetXXesiècles)

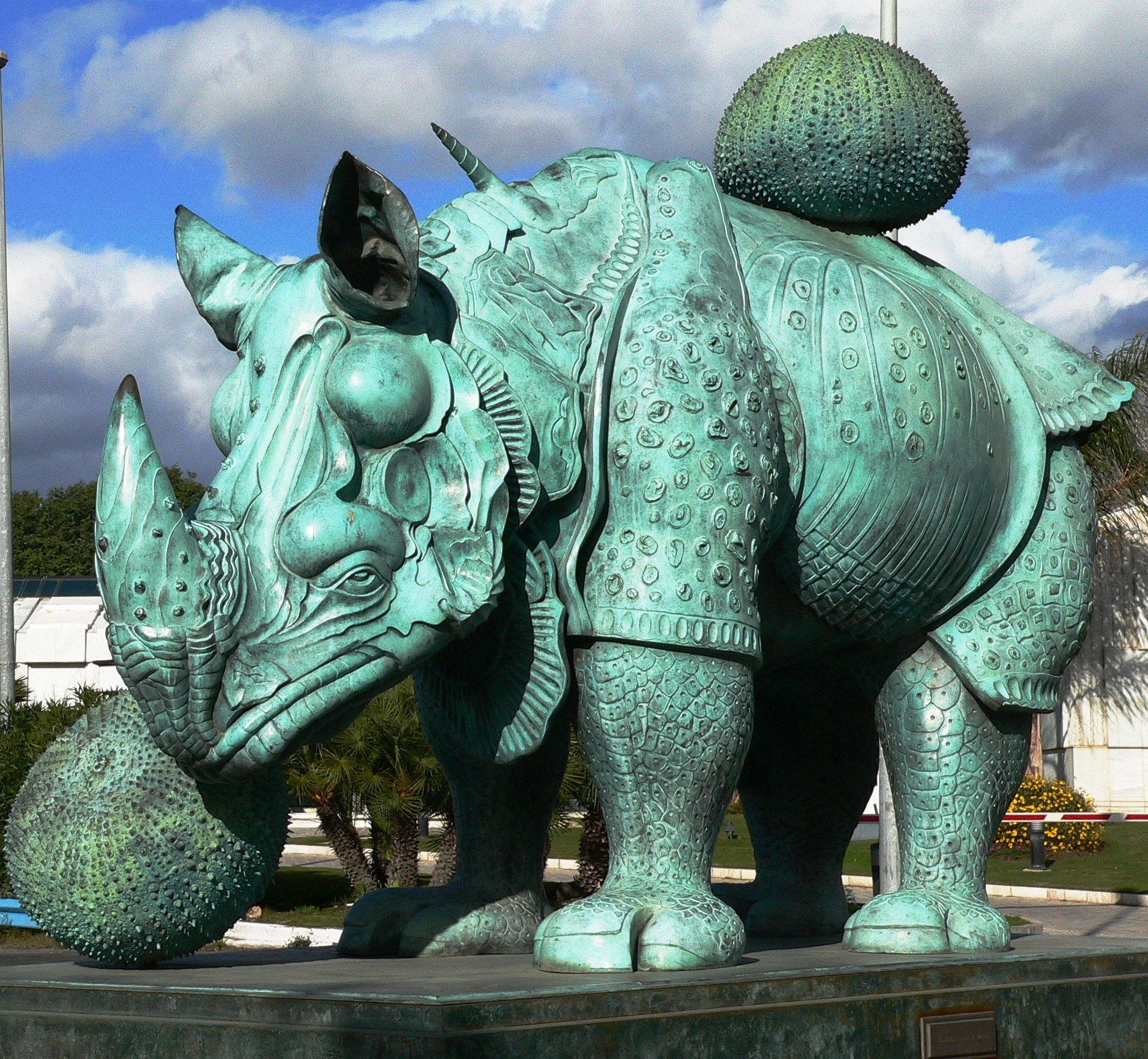
Rhinocéros de Salvador Dalí à Puerto Banús (la sculpture pèse 3,6 t)

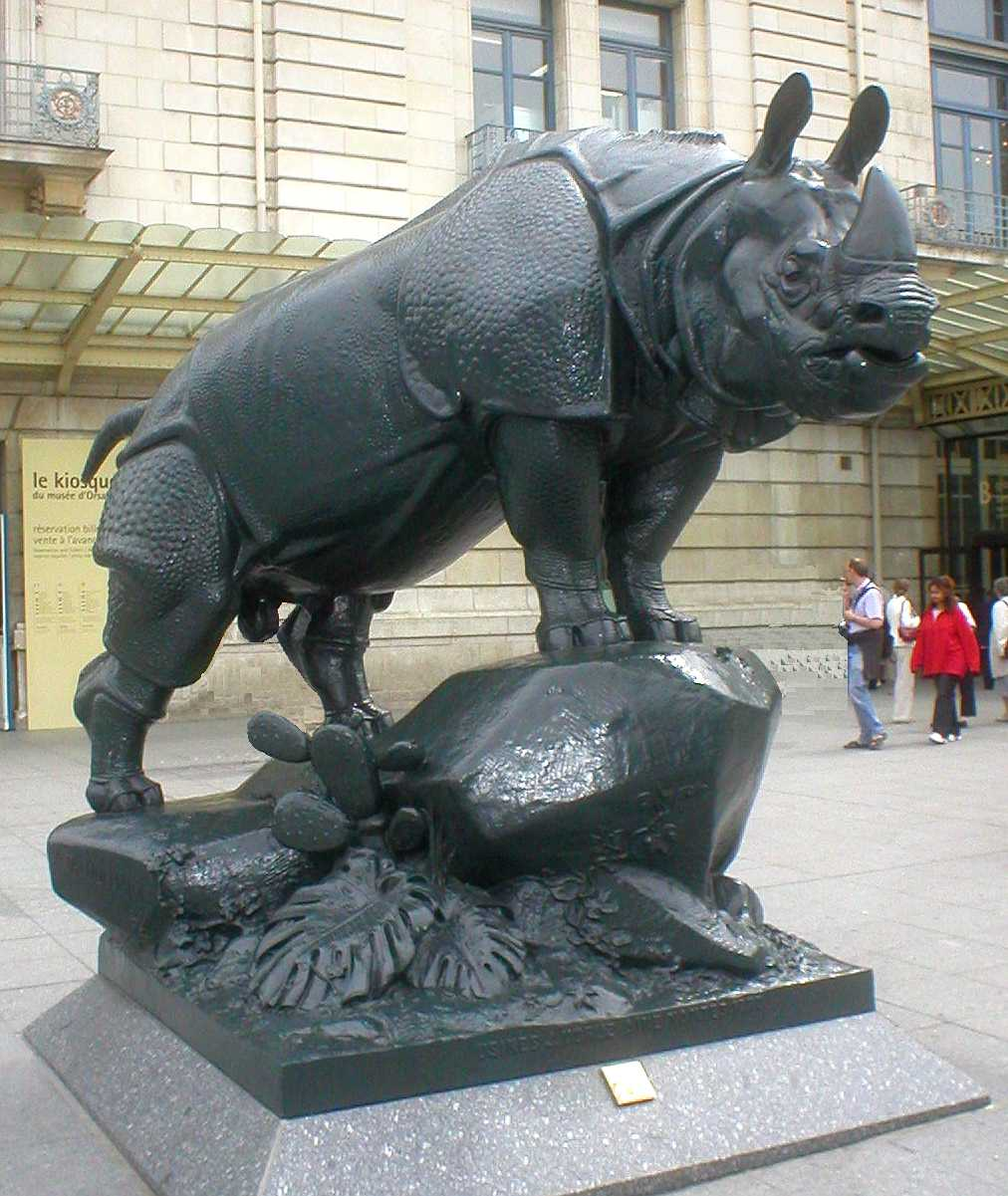
Sculpture par Henri-Alfred Jacquemart, réalisé pour l'Exposition universelle de 1878 - Musée d'Orsay

Le XIXe siècle en France sera celui du réalisme animalier, qui prend des proportions monumentales. Pour l'Exposition universelle de 1878 à Paris, Henri-Alfred Jacquemart réalise un rhinocéros, fondu en 1878 à Nantes dans les usines de J. Voruz Aîné. D'une hauteur de 2,86 m et d'une largeur de 2,29 m, il fait partie d'un ensemble de quatre statues de fonte (dorées à l'origine) monumentales (un cheval, un taureau, un éléphant et un rhinocéros) entourant la fontaine devant le Palais du Trocadéro. Démonté en 1935 lors de la démolition du Palais du Trocadéro, le rhinocéros de Jacquemart fut installé Porte de Saint-Cloud jusqu'en 1985. Avec le cheval et l'éléphant (le taureau est à Nîmes), ce rhinocéros est aujourd'hui sur le parvis du Musée d'Orsay.
Toujours à Paris, Auguste Cain réalise en 1882 sur commande de l'État le groupe "Rhinocéros attaqué par des tigres" en 1882. L'original en plâtre (aujourd'hui perdu ?) est présenté hors-concours au Salon 1882, et sa version monumentale en bronze est placée en 1884 dans le Jardin des Tuileries, où il se trouve toujours.
La statue de Jacquemart a sans doute inspiré en 1930 la jeune artiste américaine Katharine Ward Lane (1899-1989) qui devait décorer la façade des nouveaux laboratoires de biologie de l'université Harvard à Cambridge, Massachusetts. La Fondation Rockefeller avait financé le projet pour 2 millions de dollars de l'époque. De 1932 à 1937, date de l'inauguration, elle réalisa deux colossales statues en bronze de rhinocéros indiens, de la taille dit-on des plus gros spécimens connus. Traditionnellement surnommés Bessie et Victoria, ces deux rhinos comptent parmi les plus grosses statues de bronze fondues au XXe siècle aux États-Unis. 
Enfin Salvador Dalí a conçu le Rinoceronte vestido con puntillas (« Rhinocéros habillé de dentelle »), rhinocéros dürérien associé à des tests d'oursins. Cette statue de bronze a été produite à de nombreux exemplaires, la plupart de simples statuettes, mais une version monumentale de 3,52 m de haut et de 3,6 tonnes se trouve aujourd'hui à Marbella (Espagne). Il existe d'autres exemplaires de ce colosse.

## Le Rhinocéros à l'Obélisque: duSonge de Poliphileau Rhinocéros cosmique.
C'est au XVe siècle que l'auteur du Songe de Poliphile avait imaginé un monument constitué d'une statue colossale d'éléphant portant sur son dos un obélisque égyptien. L'influence de cette œuvre inclassable fut immense aux XVIe et XVIIe siècles, notamment pour la conception de jardins. L'éléphant portant un obélisque fut réalisé par plusieurs artistes (il y en a un sur la Piazza della Minerva à Rome, œuvre d'Ercole Ferrata en 1667). Un sculpteur français - était-ce Jean Goujon ? - associa cet éléphant (qu'il ne connaissait que par les illustrations du Songe de Poliphile) au Rhinocerus de Dürer, et réalisa un rhinocéros portant un obélisque pour l'entrée solennelle du roi Henri II à Paris le 16 juin 1549. Le monument a hélas disparu, il n'en demeure qu'une gravure.
Récupéré par les surréalistes, ce thème a été repris au XXe siècle. Dans un des tableaux du Casanova de Federico Fellini, le décor du palais romain d'un diplomate britannique, dans lequel se déroule une orgie, comprend un rhinocéros dürérien rose portant sur son dos une colonne ornée d'une spirale (comme les colonnes Trajane ou Antonine) et terminée par un demi-globe, symbole sexuel évident. 
Salvador Dalí, quant à lui, a conçu deux sculptures. L'une représente l'éléphant du Poliphile, surmonté d'un obélisque et intitulée "l'Eléphant Spatial", l'autre le rhinocéros dürérien portant sur son dos un empilement de tests d'oursins ayant la forme d'un obélisque, et intitulée "le Rhinocéros cosmique". Les deux animaux ont les pattes démesurément allongées comme celles d'un insecte. Dali a déclaré que si la ville de Paris devait un jour lui élever une statue, il souhaitait une version colossale du Rhinocéros cosmique, surmontée de son buste par Arno Breker, et installée dans les jardins du Trocadéro, là même où s'était dressé le rhinocéros de Jacquemart.

## Œuvres contemporaines
Pierre-Karl Fabergé réalise plusieurs rhinocéros en métal et automatique ou en en calcédoine, qui sont entrés dans les collections royales.
Niki de Saint Phalle a revisité, elle aussi, le Rhinocerus de Dürer. Rehaussé de couleurs vives, elle l'a adapté sur différents supports, dont une série de bouées gonflables.
François-Xavier Lalanne s'est inspiré du rhinocéros dans son œuvre. Il l'a décliné en laiton, en cuivre, en bronze (sous sa carapace, tout un système de rangements et de cases s’ouvre à différents points de son anatomie pour laisser découvrir une gigantesque boite à secret), en petit format comme centre de table, en cuir (structure modulaire de plusieurs éléments de salon : fauteuil, pouf ou repose pieds), ainsi que de nombreuses variations dessinées (rhinocéros, rhinocéros-paysages).
Le Rhinocéros (1999-2000) de Xavier Veilhan.
En numismatique, le rhinocéros est représenté sur la pièce indienne de 25 paise depuis 1988.

## Le rhinocéros dans l’illustration et la bande dessinée

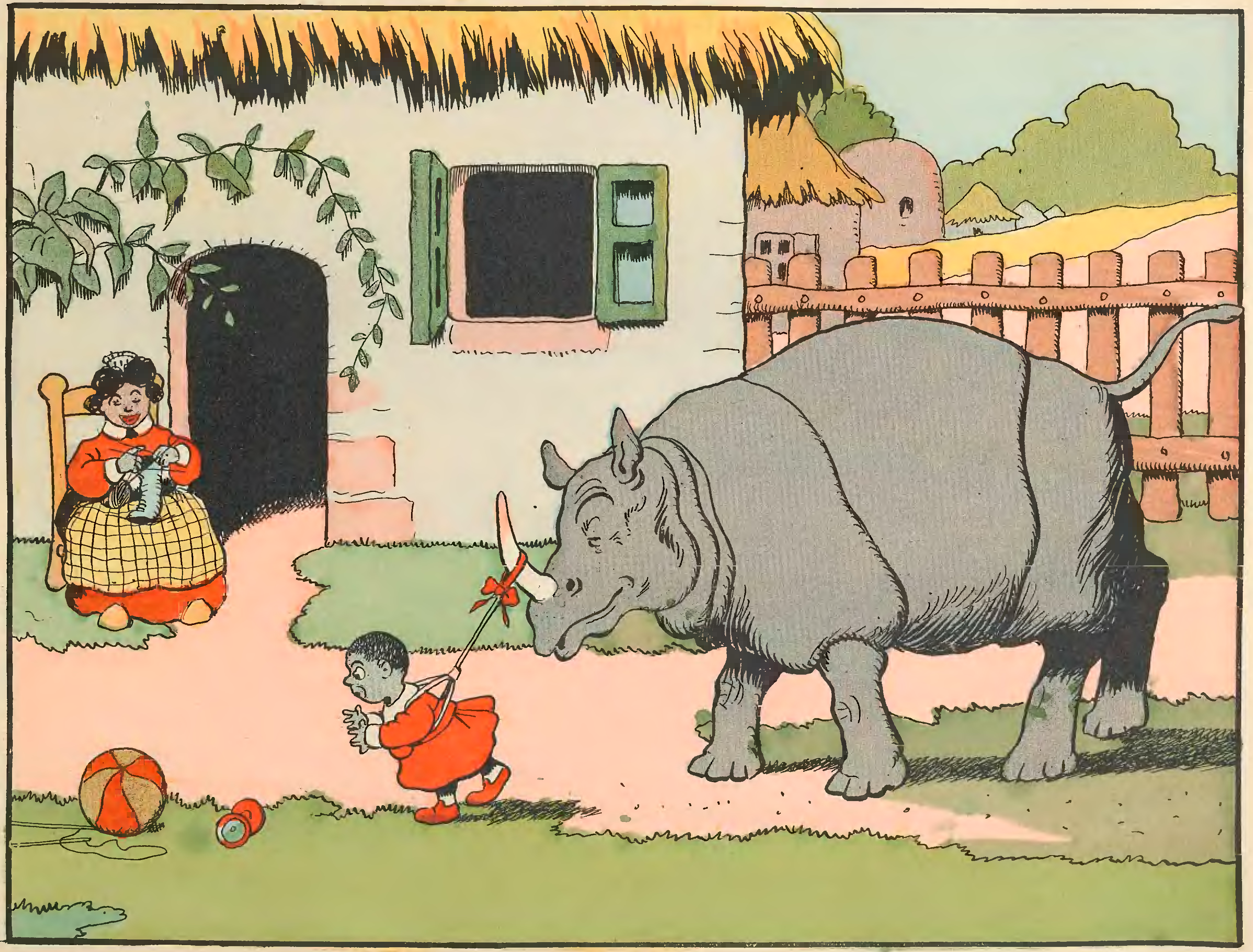
Illustration issue de l’album, paru en 1923, Les Petites Misères de la vie des animaux de Benjamin Rabier.

Propices à susciter la curiosité et l’imagination du jeune public européen, souvent les animaux exotiques, et donc parfois les rhinocéros, apparaissent dans les albums illustrés et les bandes dessinées, et plus particulièrement dans la première moitié du XXe siècle, quand les empires coloniaux sont à leurs apogées. Ainsi, le dessinateur animalier Benjamin Rabier représente plusieurs fois dans son œuvre un rhinocéros. Dans Tintin au Congo d’Hergé, prépublié en noir et blanc de juin 1930 jusqu'en juin 1931 dans les pages du Petit Vingtième, Tintin lors d'une chasse pulvérise un rhinocéros à la dynamite. La scène est reprise dans la version en couleur publiée en 1946. Redessiné en 1975 à la demande de l'éditeur scandinave, ce passage de l'album après rectification remplace le dynamitage par une fuite du rhinocéros sain et sauf, effrayé par un coup de fusil qu'il déclenche lui-même. Aujourd'hui, seules les éditions française et néerlandaise conservent la scène initiale, tandis que les autres reprennent la nouvelle scène, plus conforme à la sensibilité actuelle concernant la conservation de la nature. 
Le logotype de Rhino Bucket, groupe de hard rock et heavy metal californien (dont le nom signifie « le seau du rhino ») est illustré par un squelette de rhinocéros. 

## Le rhinocéros au cinéma
Au cinéma, les rhinocéros n'ont jamais joué que les figurants, sans jamais obtenir le premier rôle comme les ours et les tigres chez Jean-Jacques Annaud ou les manchots empereurs de Luc Jacquet. Toutefois, le rhinocéros a été jugé digne de figurer dans quelques scènes, dont certaines sont demeurées célèbres.
- Dans E la nave va de Federico Fellini, le paquebot qui sert de cadre au film transporte dans sa cale un gros rhinocéros. Celui-ci sera à la fin l'unique rescapé du naufrage avec le narrateur. Peut-être s'agit-il d'un hommage à la pièce Rhinocéros d'Eugène Ionesco : le rhinocéros vu comme symbole du fascisme et du totalitarisme qui marque le XXe siècle. L'action du film de Fellini se déroule en 1914, quand débute vraiment le XXe siècle. Le naufrage du paquebot est celui du monde ancien, la fin de la "Belle Époque", et tout ce qu'il en reste est un rhinocéros.

- Dans le film d'animation Le Roi et l'Oiseau, de Paul Grimault (1980); on peut voir une statue représentant le Roi Charles 5 + 3 = 8 + 8 = 16 de Takicardie tuant un gigantesque rhinocéros. Ainsi, le film fait à de multiples reprises référence au thème de l'art au service de la propagande.

- Dans Les Dieux sont tombés sur la tête, film de Jamie Uys réalisé en 1980, dont l'action se déroule dans la brousse du Botswana, un rhinocéros-pompier intervient à plusieurs reprises pour éteindre un départ de feu. Une légende prétend en effet que le rhinocéros se dirige instinctivement vers un feu pour l'éteindre en le piétinant.

- Dans La Cité de la Peur, d'Alain Berbérian (1994), un commissaire de police donjuanesque ayant réussi à entraîner une attachée de presse jusqu'à sa garçonnière lui fait visionner sur sa télévision un film érotique représentant l'accouplement laborieux de deux rhinocéros indiens.

- Dans Jumanji, de Joe Johnston (1995), des rhinocéros en images de synthèse chargent à travers un mur et une bibliothèque, à la tête de toute une troupe d'animaux sauvages africains.

- Dans le film d'animation James et la Pêche géante, de Henry Selick (1996); la vie heureuse de James sur la côte anglaise s'arrête brusquement lorsque ses parents sont tués par un rhinocéros.

- Le péplum Gladiator de Ridley Scott (2000), qui met notamment en scène les jeux du cirque de la Rome impériale, prévoyait un combat de gladiateurs contre un rhinocéros dans le Colisée. La scène n'a finalement pas été réalisée.

- Dans le premier volet de l'adaptation cinématographique du Monde de Narnia, Le Monde de Narnia : Le Lion, la Sorcière blanche et l'Armoire magique d'Andrew Adamson (2005), un rhinocéros, allié du lion Aslan, prend une part active à la bataille contre les hordes de la sorcière blanche.

- Le péplum 300 de Zack Snyder (2007), qui représente la bataille des Thermopyles entre la phalange des Spartiates et l'immense armée perse, dote les Perses de rhinocéros de combat, dont les cornes sont armées de pointes métalliques. Il s'agit là d'une réminiscence de l'âge baroque (des auteurs espagnols des XVIe et XVIIe siècles ont imaginé de tels rhinocéros de combat dans les armées indiennes ou chinoises).

## Le rhinocéros dans la littérature
- Rhinocéros est une pièce d'Eugène Ionesco, créée en 1959 et publiée en 1960.
- Peter S. Beagle a écrit un recueil de nouvelles fantastiques paru en 1997 et intitulé Le Rhinocéros qui citait Nietzsche, d'après le nom de la première nouvelle - qui parle effectivement d'un rhinocéros parlant qui apparaît à un professeur de philosophie.
- Dans l'univers Marvel, le Rhino est un super-vilain ayant pour principal adversaire Spider-Man. Son apparence est calquée sur celle de l'animal.

## Le rhinocéros et le sport
L'animal, massif et terrifiant,  symbolise la force et,  à ce titre, il est souvent repris comme mascotte par de nombreuses équipes sportives.
C'est le cas notamment en rugby à XIII, où il est le surnom des joueurs de l'équipe d'Afrique du sud et la mascotte de l'équipe britannique de Leeds.